# Micropotamogale
Micropotamogale è un genere di Tenrecidae diffuso negli ambienti fluviali dell'Africa centro-occidentale.
Sono molto simili all'affine Potamogale, tuttavia hanno dimensioni più contenute.
Le due specie riconosciute finora sono:
- Micropotamogale lamottei - Potamogale del monte Nimba
- Micropotamogale ruwenzorii - Potamogale del Ruwenzori